# George N. Richmond
Pour les articles homonymes, voir George Richmond.
George Nelson Richmond, né le 18 avril 1821 à Hillsdale (État de New York) et mort le 4 janvier 1896 à Tacoma (État de Washington), est un papetier et un homme politique américain venant d'Appleton, dans le Wisconsin.
Il est maire de Portage et d'Appleton (Wisconsin),,.